# Leucinodes orbonalis
Leucinodes orbonalis là một loài bướm đêm trong họ Crambidae.

## Hình ảnh

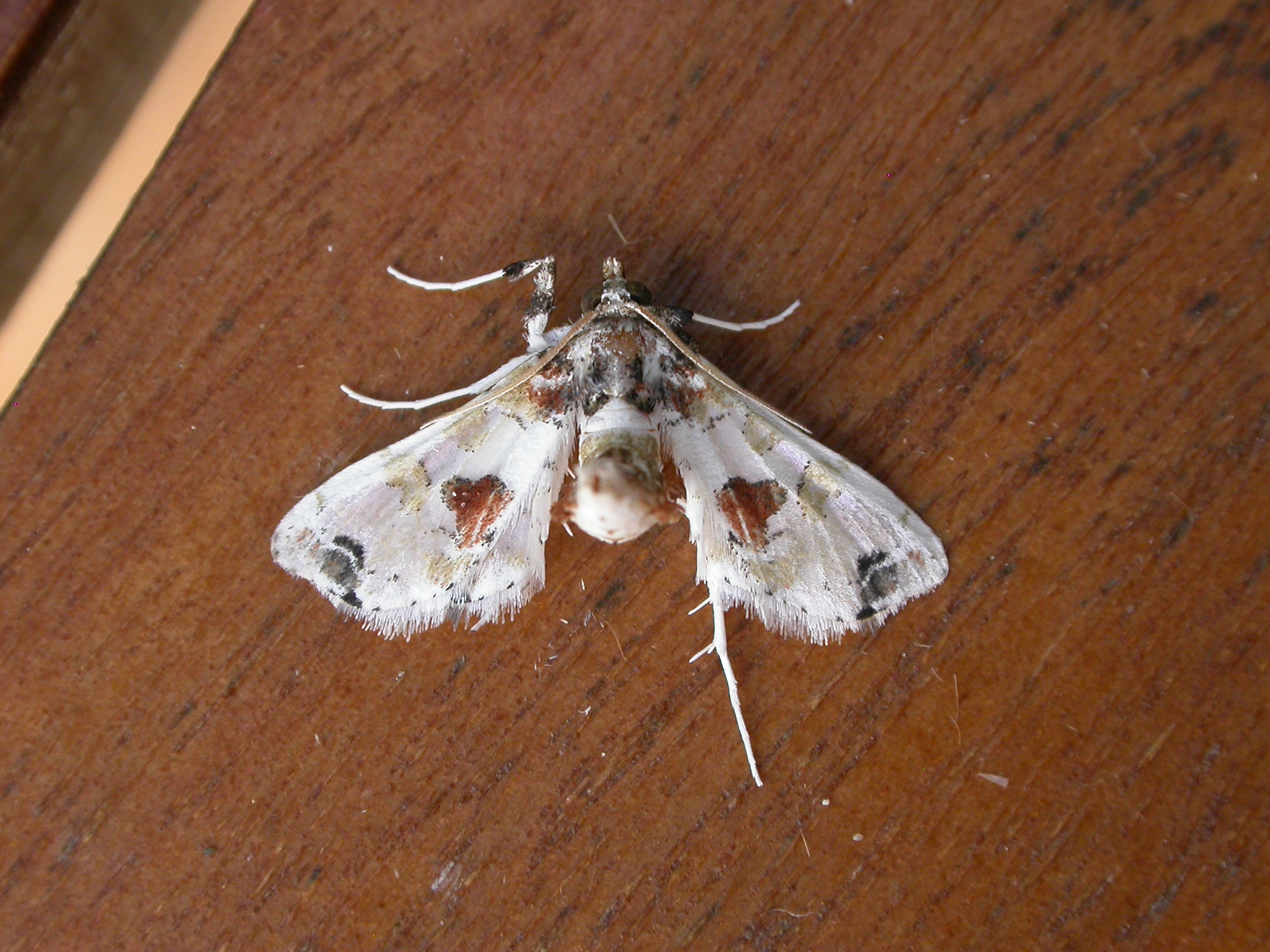